# Утигури
Утигурите са група прабългарски племена обитавали през V-VI век степната зона североизточно от Черно море и източно от река Дон. Те са родствени с кутригурите, живели на запад от тази река на територията на днешна Украйна.
Късно-античните историци като Агатий, Менандер Протектор и Теофилакт Симоката използват първоначално имената хуни, българи, утигури и кутригури като взаимозаменяеми. Според Агатий, Менандер Протектор и Теофилакт Симоката утигурите и техните роднини кутригурите, които са наричани хуни, са облечени по един и същи начин и говорят сходен език. Това дава основание на някои изследователи като Васил Златарски да ги приемат за сродни племена или такива от един общ племенен съюз.
Същевременно, тези племена са описвани като отделни в изворите, или са посочени като обособени в самостоятелни племенни съюзи от други летописци. Разграничение на „хуните“ от прабългарите, респективно утигурите или кутригурите през посочения период правят Комес Марцелин, Касиодор, Козма Индикоплевст, Захари Ритор, Георги Пизидийски и др. автори. По същото време летописецът Приск Панийски описва хуните като „сбирщина от народи“ и твърди, че наименованието хуни е лишено от етнически смисъл и е нарицателно за всички поданици на империята им, а според Йорданес хуните представлявали „буйно коренище" от различни племена.
Поради това, редица изследователи заключават, че претенцията за хунска връзка на прабългарските племена показва по-скоро преплитане на европейските хунски елементи с новопристигнали тюркски племенни групи. Някои учени като Едвин Пулейбланк е Юрий Зуев свързват произхода на утигурите с юеджи. Други, като Бешевлиев отричат всякаква родствена връзката с хуните. Трети като като Александър Бурмов оспорват дори прабългарската принадлежност на утигурите. Четвърти, като Димитър Ангелов приемат, че през VI в. кутригурите и утигурите били различни от прабългарите, но с течение на времето съществуващите отлики, намаляват и към средата на VII в.в резултат на продължителния съвместен живот в пределите на общото политическо обединение те вече почти не се различават помежду си. Съществуват и различия по въпроса за идентифицирането на утигурите спрямо уногундурите и оногурите.
Прокопий цитира легендарен разказ, според който кутригури и утигури първоначално живеели в една държава. Вероятно през първата половина на V век те нападат готите на запад от Дон и ги изтласкват от Черноморска Скития. Кутригурите се установяват в новозавладените земи, а утигурите се връщат източно от реката. Археологическите разкопки в тези райони, потвърждават присъствието на две сродни, но различни племена. В Източното Приазовие гробовете са предимно със северна ориентация характерна за утигурите, но има и известен брой некрополи (Пашковският и Ясеновополянският некропол) със западна ориентация. Западната ориентация е разпространена най-вече сред прабългарите-кутригури, населявали земите западно от Дон.
Сведенията за историята на утигурите до средата на VI век са оскъдни, тъй като те са сравнително отдалечени от Източната Римска империя. Около 551 ромеите се споразумяват с княза на утигурите Сандилх, който с войска от утигури и тетраксити напада територията на кутригурите, чиито основни войски в този момент са на Балканския полуостров. Походът е успешен и хиляди ромеи, държани в плен, са освободени и се завръщат в империята. Част от победените кутригури също са приети от императора и се заселват в Тракия.
През 558 г., по време на нов поход на кутригурския княз Заберган на Балканите, княз Сандилх, подкупен от император Юстиниан I, отново напада земите на кутригурите. Войните между кутригури и утигури продължават и през следващите години.
Около 558 г. северно от Каспийско море се появяват аварите и сключват съюз с Източната Римска империя срещу аланите. Преследвани от гьоктюркския военачалник Истеми, те продължават да се придвижват на запад и в началото на 60-те години подчиняват утигурите, като известен брой от тях се преселват на запад при аварите. Останалите утигури остават в рамките на Тюркския хаганат. През 576 г. войска от тюрки и утигури обсажда и превзема Боспор, но започналата гражданска война в хаганата ги принуждава да изоставят града. През VII век утигурските племена, вече известни като „уногундури“', възстановяват независимостта си и заедно с кутригурите образуват държавата Велика България, оглавявана от хан Кубрат.